# 범어사 목조
부산 범어사 목조(釜山 梵魚寺 木槽)는 부산광역시 금정구, 범어사에 있는 나무로 만든 통이다. 2017년 2월 22일 부산광역시의 민속문화재 제17호로 지정되었다.

## 개요
범어사 목조(木槽)는 통나무를 절반으로 자른 후 장방형으로 파낸 내부 밑바닥에 배수를 위한 방형 및 2개의 원형 구멍 배수구 및 바깥 양쪽 끝에는 고리모양의 홈이 뚫려있는 牛馬의 구유와 같은 나무통 형태이다. 목조의 외부 표면에 새겨진 명문으로 보아 영조 33년(1757) 10월에 취정사에서 제작된 후 수레로 가져왔음을 알 수 있고, 조선시대 사찰에서의 종이 부역과 관련된 유물이기도 하여 부산광역시 민속문화재적 가치가 있다고 생각된다.

## 같이 보기
- 범어사

## 참고 자료
- 범어사 목조 - 국가유산청 국가유산포털